# 全日本プロレスTV認定6人タッグ王座
全日本プロレスTV認定6人タッグ王座（ぜんにほんプロレス・ティー・ブイにんていろくにんタッグおうざ）は、全日本プロレスが管理、全日本プロレスTVが認定している王座。同団体の王座で唯一、PWFの認可を受けていない。

## 歴史
2018年、諏訪魔が6人タッグ王座の創設を提唱し、2020年に新設される予定であったが、コロナ禍による影響などで頓挫していた。その後、全日本プロレスのスポンサーであるカーベルによりチャンピオンベルトが寄贈され、2020年11月13日に団体初の6人タッグ王座の創設が発表された。
12月13日、後楽園ホール大会で大森隆男&ブラックめんそーれ&カーベル伊藤組、崔領二&レブロン&大門寺崇組による初代王座決定戦が時間無制限1本勝負で行われ、大森&めんそーれ&伊藤組が勝利し、初代王者チームに輝いた。
2021年10月16日、ヨシタツ&立花誠吾&植木嵩行組が第4代王座を獲得したが、1度も防衛戦を行わないまま、2022年6月22日に「方向性の違い」を理由に王座を返上した。以降も王座決定戦は行われず、約9か月間も空位のままとなっていた。
2023年3月14日、約1年5か月ぶりに王座決定戦が行われ、ATM&大森隆男&ブラックめんそーれ組が第5代王者に就いた。
8月27日、全日本プロレスTV認定6人タッグ王座とKO-D6人タッグ王座（DDTプロレスリング）のダブルタイトルマッチが行われ、KO-D6人タッグ王者の坂口征夫&赤井沙希&岡谷英樹組が勝利し、2冠王者となった。また、赤井は女子選手で初めて全日本プロレスのタイトルを獲得した。

## 歴代王者
| 歴代   | 王者     | 王者               | 王者               | 戴冠回数 | 防衛回数 | 獲得日         | 獲得場所 備考（対戦相手）                               |
| ------ | -------- | ------------------ | ------------------ | -------- | -------- | -------------- | ------------------------------------------------------- |
| 初代   | 大森隆男 | ブラックめんそーれ | カーベル伊藤       | 1        | 1        | 2020年12月13日 | 後楽園ホール （崔領二&レブロン&大門寺崇）               |
| 第2代  | TAJIRI   | 大森北斗           | 児玉裕輔           | 1        | 0        | 2021年06月26日 | 大田区総合体育館                                        |
| 第3代  | ヨシタツ | 立花誠吾           | カーベル伊藤       | 1        | 2        | 2021年07月22日 | 後楽園ホール 王座返上                                   |
| 第4代  | ヨシタツ | 立花誠吾           | 植木嵩行           | 1        | 0        | 2021年10月16日 | 大田区総合体育館 （大森隆男&TAMURA&今井礼夢）、王座返上 |
| 第5代  | ATM      | 大森隆男           | ブラックめんそーれ | 1        | 2        | 2023年03月14日 | 新宿FACE （ブラック・タイガー&児玉裕輔&花畑正男）       |
| 第6代  | 坂口征夫 | 赤井沙希           | 岡谷英樹           | 1        | 2        | 2023年08月27日 | 名古屋国際会議場イベントホール                          |
| 第7代  | 諏訪魔   | 尾崎魔弓           | 雪妃魔矢           | 1        | 2        | 2023年10月21日 | 後楽園ホール                                            |
| 第8代  | 石川修司 | 橋本千紘           | 優宇               | 1        | 1        | 2024年7月18日  | 新木場1stRING                                           |
| 第9代  | 大森北斗 | 羆嵐               | サイラス           | 1        | 2        | 2024年10月23日 | 新木場1stRING                                           |
| 第10代 | 青柳優馬 | 阿部史典           | 佐藤光留           | 1        | 3        | 2025年1月2日   | 後楽園ホール                                            |
| 第11代 | 大森北斗 | 羆嵐               | 吉田隆司           | 1        | 4        | 2025年5月18日  | 大田区総合体育館                                        |

## 主な記録
- 最多戴冠回数：3回
大森北斗（第2、9、11代）
- 最多連続防衛回数：4回
大森北斗&羆嵐&他花師（第11代）
- 最長保持期間：271日
諏訪魔&尾崎魔弓&雪妃魔矢（第7代）
- 最短保持期間：26日
TAJIRI&大森北斗&児玉裕輔（第2代）
- 最年長戴冠記録：54歳11か月
尾崎魔弓（第7代）
- 最年少戴冠記録：22歳9か月
岡谷秀樹（第6代）
- デビュー最短戴冠記録：2年7か月
大森北斗（第2代）
- デビュー最長戴冠記録：38年2か月
尾崎魔弓（第7代）